# Wereldkampioenschappen wielrennen 1954
De Wereldkampioenschappen wielrennen op de weg van 1954 vonden op 21 en 22 augustus plaats op de Klingenring, een heuvelachtige omloop van 15 kilometer bij Solingen in West-Duitsland. Het was de eerste maal na de Tweede Wereldoorlog dat het wereldkampioenschap in Duitsland plaatsvond. Regen en koude maakten de wedstrijden extra zwaar.
De Fransman Louison Bobet won de wereldtitel bij de profs. Bobet, de Zwitser Fritz Schär en de Luxemburger Charly Gaul kwamen in de voorlaatste ronde aan de leiding, toen de Italiaanse favoriet Fausto Coppi ten val kwam. Bobet en Schär reden van Gaul weg. In de laatste ronde kreeg Bobet nog een lekke band, gelukkig voor hem vlak voor de materiaalpost waar hij een nieuwe fiets kreeg. Hij kwam terug en reed nog van Schär weg om alleen te finishen. Bobet had datzelfde jaar reeds de Ronde van Frankrijk gewonnen. Het was pas de tweede maal dat een renner deze dubbel lukte. Zijn landgenoot Georges Speicher deed het in 1933.
Bij de amateurs won de Belg Emiel Van Cauter na een solo de titel met een ruime voorsprong.

## Uitslagen

### Elite (22 augustus)

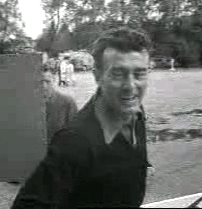
Louison Bobet, wereldkampioen bij de profs in 1954

Afstand:  240 km (16 ronden). Slechts 22 van de 72 gestarte renners reden de wedstrijd uit.
| Plaats | Renner           | Land        | Tijd     |
| ------ | ---------------- | ----------- | -------- |
| 1      | Louison Bobet    | Frankrijk   | 7u24'36" |
| 2      | Fritz Schär      | Zwitserland | +12"     |
| 3      | Charly Gaul      | Luxemburg   | +2'12"   |
| 4      | Michele Gismondi | Italië      | +3'03"   |
| 5      | Jacques Anquetil | Frankrijk   | z.t.     |
| 6      | Fausto Coppi     | Italië      | +3'20"   |
| 7      | Robert Varnajo   | Frankrijk   | +7'35"   |
| 8      | Jean Forestier   | Frankrijk   | +11'03"  |
| 9      | Alfred De Bruyne | België      | z.t.     |
| 10     | Pasquale Fornara | Italië      | z.t.     |

### Amateurs (21 augustus)
Afstand: 150 km (10 ronden).
| Plaats | Renner               | Land       | Tijd     |
| ------ | -------------------- | ---------- | -------- |
| 1      | Emiel Van Cauter     | België     | 4u27'17" |
| 2      | Hans Edmund Andresen | Denemarken | +2'48"   |
| 3      | Martin van der Borgh | Nederland  | z.t.     |

1921 · 
1922 · 
1923 · 
1924 · 
1925 · 
1926 · 
1927 · 
1928 · 
1929 · 
1930 · 
1931 · 
1932 · 
1933 · 
1934 · 
1935 · 
1936 · 
1937 · 
1938 · 
1946 · 
1947 · 
1948 · 
1949 · 
1950 · 
1951 · 
1952 · 
1953 · 
1954 · 
1955 · 
1956 · 
1957 · 
1958 · 
1959 · 
1960 · 
1961 · 
1962 · 
1963 · 
1964 · 
1965 · 
1966 · 
1967 · 
1968 · 
1969 · 
1970 · 
1971 · 
1972 · 
1973 · 
1974 · 
1975 · 
1976 · 
1977 · 
1978 · 
1979 · 
1980 · 
1981 · 
1982 · 
1983 · 
1984 · 
1985 · 
1986 · 
1987 · 
1988 · 
1989 · 
1990 · 
1991 · 
1992 · 
1993 · 
1994 · 
1995 · 
1996 · 
1997 · 
1998 · 
1999 · 
2000 · 
2001 · 
2002 · 
2003 · 
2004 · 
2005 · 
2006 · 
2007 · 
2008 · 
2009 ·
2010 · 
2011 · 
2012 · 
2013 · 
2014 · 
2015 · 
2016 · 
2017 · 
2018 · 
2019 · 
2020 ·
2021 ·
2022 ·
2023 ·
2024 ·
2025 ·
2026